# Kläham
Kläham ist ein Gemeindeteil des Marktes Ergoldsbach im niederbayerischen Landkreis Landshut. 

## Lage und Verkehrsanbindung
Das Kirchdorf Kläham liegt etwa drei Kilometer südwestlich des Ortszentrums von Ergoldsbach an der Straße Richtung Hohenthann. Der Ort wird durch den Goldbach, einen Zufluss der Kleinen Laber zweigeteilt.
Die Verkehrsanbindung über die Bundesstraße 15 Richtung Landshut und die B 15 neu Richtung Regensburg ist sehr gut. Die B 15 neu wurde im Dezember 2013 bis zur Anschlussstelle Ergoldsbach, die nur rund einen Kilometer von Kläham entfernt ist, fertiggestellt. Ab 2019 soll die Fernstraße bis zur Bundesautobahn 92 bei Landshut befahrbar sein.
Außerdem führt seit 1859 die Bahnstrecke München–Regensburg an dem Ort vorbei. Der 1893 eröffnete Haltepunkt Kläham wurde jedoch im Jahr 1987 stillgelegt. Der nächste Eisenbahn-Haltepunkt befindet sich nunmehr in Ergoldsbach.

## Geschichte
Der Ort wurde im 11. Jahrhundert als „Cliheim“ erstmals urkundlich erwähnt. Bereits 1263 lässt sich das herzogliche Ministerialengeschlecht der Klähamer nachweisen. Die Hofmark Kläham war 1494 noch nicht in die Bayerische Landtafel eingetragen. Nach 1500 erschienen die Schweibrer als Hofmarksinhaber. Nachfolger der Schweibrer, die bis 1578 auf Kläham bezeugt sind, war Wilhelm Krimmel, dessen Erben noch bis 1642 auf Kläham nachzuweisen sind. Schon 1806 war das gutsherrliche Gericht Kläham im Besitz der Patrimonialgerichtsbarkeit. Das Patrimonialgericht II. Klasse Kläham bestand bis zur Aufhebung der Patrimonialgerichte 1848.
Als Hofmark stand Kläham über Jahrhunderte unter selbstständiger Verwaltung. Zur Zeit der Gemeindebildung Ergoldsbaches im Jahre 1818 wurde erstmals ein Bürgermeister (bzw. Gemeindevorsteher) in Urkunden erwähnt, welcher ab diesem Zeitpunkt die Gemeinde gemeinsam mit dem damals zuständigen Hofmarksherren verwaltete. Als 1848 der Hofmarksherr seine Aufgaben abgab, übernahm der Gemeindevorsteher seine ihm zugeteilten Aufgaben gemeinsam mit seinem Gemeinderat. In diesem Zeitraum gehörten zu Kläham auch die Ortsteile Pfellnkofen, Buch und Zacherlmühle.
Die Gemeinde Kläham war Teil des Landkreises Rottenburg an der Laaber. Eine Neuordnung der Gemeindezugehörigkeit durch die amerikanische Regierung am 28. Dezember 1948 in der Nachkriegszeit legte fest, dass ab nun auch die Gemeinde Oberergoldsbach (mit ihren Ortsteilen) und Unkofen der Gemeinde Kläham zugehörig (und damit untergeordnet) sind.
Diese Neuzuordnung stieß auf Widerstand in der Bevölkerung und führte zu öffentlichen Protesten. So wurden 1949 die Gemeinden Kläham und Oberergoldsbach neugebildet, doch die vorher zur Gemeinde Oberergoldsbach gehörenden Orte Wölflkofen, Siegensdorf, Pfellnkofen, Ober- und Unterdörnbach verblieben in der Gemeinde Kläham.
Am 1. Juli 1973 wurde eine vom Gemeinderat initiierte Bürgerabstimmung abgehalten, bei der es um die Frage ging, ob Kläham nach Ergoldsbach eingemeindet werden sollte, oder als eigenständige Verwaltungsgemeinschaft weiterhin existieren soll. 52 % der stimmberechtigten Bürger stimmten für eine Eingemeindung nach Ergoldsbach. Auch wenn das Wahlergebnis knapp ausgegangen ist, wurde aufgrund einer demokratischen Mehrheitsentscheidung Kläham zum Ortsteil der Marktgemeinde Ergoldsbach.
Seit der Eingemeindung erfolgte unter anderem der Ausbau des Feuerwehrhauses, der Bau des neuen Sportplatzes und der Kläranlage, die Kanalisation, die Fertigstellung des Baugebietes und 1995 die Friedhofserweiterung.

## Baudenkmäler
- Expositurkirche Mariä Heimsuchung: Die Saalkirche im Rokokostil wurde 1747 erbaut, wobei der neugotische Turm erst im 19. Jahrhundert ergänzt wurde.

## Bildung und Erziehung
- Integrationskindergarten Kläham. Er befindet sich im ehemaligen Schulhaus.

## Vereine
- Bayerischer Bauernverband Kläham
- Freiwillige Feuerwehr Kläham
- Jagdgenossenschaft Kläham
- Katholischer Frauenbund Kläham
- KLJB Kläham
- Krieger- u. Soldatenverein Kläham
- Landfrauen-Ortsverband Kläham
- SV Kläham-Oberergoldsbach 1963 e.V.